# Juglandeae
Juglandeae — триба підродини Juglandoideae родини горіхових (Juglandaceae).

## Систематика
Підтриба Caryinae
- Carya Nutt.
- Annamocarya A.Chev.

Підтриба Juglandinae
- Cyclocarya Iljinsk
- Juglans L.
- Pterocarya Kunth